# Peter Voigt (Maler)
Peter Voigt (* 19. Februar 1925 in Braunschweig; † 13. September 1990 ebenda) war ein deutscher Maler, Grafiker und Hochschullehrer. Er war von 1967 bis 1972 Rektor der Hochschule für Bildende Künste Braunschweig.

Peter Voigt im Atelier, 1990

## Leben
Peter Voigt verbrachte seine Kindheit und Jugend in der Zeit der Weimarer Republik und des Nationalsozialismus in Braunschweig und Helmstedt als Sohn des späteren niedersächsischen Kultusministers Richard Voigt und dessen Frau Hertha in einem sozialdemokratisch geprägten, politisch engagierten und kulturell offenen Elternhaus. Voigt und sein Zwillingsbruder wurden im Zweiten Weltkrieg als Soldaten eingezogen. Sein Bruder fiel in den letzten Kriegstagen.
Voigt kehrte 1945 aus amerikanischer Kriegsgefangenschaft zurück und besuchte zunächst die Werkkunstschule Braunschweig. An der Kunsthochschule Hamburg studierte er von 1946 bis 1948 Freie Grafik bei Erwin Krubeck (1893–1976) und Alfred Mahlau, in Berlin von 1948 bis 1952 Malerei bei Heinz Fuchs (1886–1961) und Heinrich Graf Luckner, dessen Meisterschüler er war, sowie Kunstpädagogik. 
1954 heiratete er Brigitte Liebold. Aus der Ehe entstammten die zwei Töchter Annette und Jessica. 
Nachdem er sein Staatsexamen absolviert hatte, war Voigt er in den Jahren 1953 bis 1956 freiberuflich tätig. Er unternahm mehrere Studienreisen durch Italien, Frankreich und Schweden, aus deren Eindrücken u. a. zahlreiche Stadtlandschaften entstanden. Seine Arbeiten wurden in ersten Ausstellungen im In- und Ausland gezeigt.
Ab 1956 lehrte Voigt an der Werkkunstschule Braunschweig. Diese wurde 1963 zur Staatlichen Hochschule für Bildende Künste (SHfBK, ab 1978 HBK) umstrukturiert und Voigt als ordentlicher Professor für Freie Malerei berufen. Von 1967 bis 1971 war er Rektor der HBK, anschließend ab 1972 mehrere Jahre deren Prorektor. 1957 wurde Voigt der Rudolf-Wilke-Preis der Stadt Braunschweig verliehen, 1980 erhielt er ein Gaststipendium der Villa Massimo in Rom, 1989 das Niedersächsische Künstlerstipendium. Bis zu seinem Tod 1990 nahm Voigt seine Professur an der HBK Braunschweig wahr.
Peter Voigt war Mitglied im Deutschen Künstlerbund und wurde mit seinem Werk in die Künstlerdatenbank und Nachlassarchiv Niedersachsen aufgenommen.

## Werk
Die persönlichen wie kollektiven Schrecken des Krieges, des Holocaust und ihre Nachwirkungen blieben künstlerisch in vielen Facetten ein durchgängiges Thema im Werk von Peter Voigt.
Voigts Bilder waren immer figürlich, seine Malerei nie gegenstandslos. Sprachlosigkeit untereinander, die Schwierigkeit der Kommunikation, die Sehnsucht nach der verpassten Chance zum Miteinander, die Frage nach der eigenen Identität im Spiegel des Gegenüber beschäftigten ihn thematisch.
Daneben entstanden viele einfühlsame Porträtbilder verschiedener Persönlichkeiten aus Voigts familiärem Umfeld wie dem öffentlichen Leben, darunter Alfred Kubel (für die sogenannte Ahnengalerie in der Niedersächsischen Staatskanzlei nach dessen Ausscheiden aus dem Amt des Ministerpräsidenten), Walther Buchler, Ernst Böhme, Martha Fuchs und Richard Moderhack.
Arbeiten von Peter Voigt sind neben privaten Sammlungen in verschiedenen Museen vertreten (Städtisches Museum Braunschweig, Herzog Anton Ulrich-Museum, Landesmuseum für Kunst und Kulturgeschichte Oldenburg, Braunschweigisches Landesmuseum, Sprengel Museum Hannover), im Besitz des Landes Niedersachsen und öffentlicher Institutionen sowie in Kunst am Bau-Projekten erhalten (Krematorium Braunschweig, TU Clausthal, Kurhaus Bad Harzburg, Sportbad Heidberg Braunschweig u. a.).

## Ausstellungen
Im Jahre 1990 wurde das Buch Peter Voigt. Arbeiten aus vier Jahrzehnten. Bilder, Zeichnungen, Druckgrafiken im Niemeyer Verlag mit einem Text von Lothar Romain veröffentlicht. Im Januar 1991 eröffnete der damalige niedersächsische Ministerpräsident Gerhard Schröder eine retrospektive Ausstellung mit Werken Peter Voigts im Braunschweiger Herzog Anton Ulrich-Museum. 1994/95 zeigte der Kunstverein Wolfenbüttel die Ausstellung Peter Voigt. Handzeichnungen aus den Jahren 1953 – 1989, zu der ein Katalog mit einem Text von Rainer Mügel erschien. 1997 wurde erstmals das Peter-Voigt-Reisestipendium der Stiftung Braunschweigischer Kulturbesitz verliehen. 2000 fand in der Galerie der NORD/LB Braunschweig anlässlich des 75. Geburtstages und 10. Todestags die Ausstellung Peter Voigt. Hauptsächlich: Malerei. Bilder aus der Zeit 1955 – 1990 statt, zu der ein Katalog mit einem Text von Hermann Albert publiziert wurde. 2015 zeigte das Städtische Museum Braunschweig anlässlich des 90. Geburtstages und 25. Todestages eine Ausstellung mit Werken von Peter Voigt, an deren Anschluss eine Publikation mit Texten von Gerd Winner und Andreas Büttner herausgegeben wurde. Im Jahr 2020 wurde in der Reihe Kunst im Kloster eine retrospektive Ausstellung im Dominikanerkloster Braunschweig gezeigt. Anlässlich des 100. Geburtsjahres widmete der Kunstverein Wolfenbüttel 2025 dem Künstler eine Retrospektive, zu der ein Katalog mit einem Text von Anja Hesse sowie einem Beitrag von Stine Hollmann und Jessica Reintjes erschien. 

## Schriften
- Gedanken zur Lehre der Malerei, SHfBK Braunschweig (Hrsg.), Braunschweig 1967, o. Sz.